# Chill-out
Pour les articles homonymes, voir Chill out et Chill.
Genres dérivés
Ambient house, chillwave, downtempo, trip hop
Le chill-out (parfois écrit chillout, chill out, ou simplement chill) est un terme décrivant plusieurs genres de musique populaire caractérisées par leur mélodie reposante et leur tempo modéré — « chill » est un mot argotique qui signifie « reposant » ; par métonymie, il désigne un style de musique planante diffusée dans les salles de chill-out,.

## Histoire
En 1978, les véritables racines de cette musique ambiante sont retrouvées. Cette année-là, Brian Eno, ex musicien de Roxy Music et plus tard producteur à succès pour U2, sort son album Ambient 1. Music for Airports. C'est lui qui a le premier défini l'ambient, l'ancêtre du chill-out, comme « une musique qui calme et incite à réfléchir ». En général, le chill-out est la fin d'un événement ou d'une soirée.  
Au début des années 2000, les DJ du Café Del Mar d'Ibiza, connu pour son ambiance musicale et son coucher de soleil.ont commencé à créer des mix house ambiants inspirés de sources jazz, classiques, musiques latines et new age.  Cette caractéristique en a fait un lieu touristique. La popularité du chill-out s'est ensuite étendue aux chaînes de radio par satellite dédiées, aux festivals en plein air et à des milliers d'albums de compilation. Ce style se développe aussi grâce à Internet où il est diffusé par l'intermédiaire de radios spécialisées et de podcasts.  
Les genres associés au chill-out incluent principalement les musiques reggae, ambient, trip hop, nu jazz, ambient house, new age, dub, psydub, psybient et autres sous-genres dérivés du downtempo. De temps à autre, le sous-genre easy listening du lounge peut se considérer comme appartenant au style chill-out. Larritoh est l'un des plus grands représentants de ce genre musical en Espagne.  
Le chill-out, désigne aussi le lieu où sont diffusées ces musiques. Généralement pourvu de sièges, voire de matelas, de tables basses, baigné d'ambient, le chill-out fait le lien entre la techno et la vague psychédélique des années 1970. On retrouve ces lieux dans les clubs spécialisés mais aussi dans les free parties, teknivals et les festivals de trance psychédélique permettant aux danseurs de prendre le temps de se reposer et de se détendre. Il accueille parfois les espaces d'associations de prévention des risques en milieu festif comme Techno+.

## Caractéristiques
Il s'agit d'un style musical généralement composé d'instruments électroniques, d'échantillonneur ou de certains instruments solistes, tels que le saxophone, la guitare, la flûte et un mélange d'instruments électroniques avec des instruments acoustiques qui vise à détendre l'auditeur. 

## Groupes et artistes
Ils comprennent notamment : Boards of Canada, Fila Brazillia, Kruder und Dorfmeister, Lemon Jelly, Nightmares on Wax, Röyksopp, Shpongle, Solar Fields, The Future Sound of London, The KLF, The Orb, Thievery Corporation, Two Lone Swordsmen, et Zero 7.